# 1928 au Manitoba
Chronologie du Manitoba
- 1924
- 1925
- 1926
- 1927
- 1928
- 1929
- 1930
- 1931
- 1932

Cette page concerne des événements d'actualité qui se sont produits durant l'année 1928 dans la province canadienne du Manitoba.

## Politique
- Premier ministre : John Bracken
- Chef de l'Opposition :
- Lieutenant-gouverneur : Theodore Arthur Burrows
- Législature :

## Naissances
- Douglas Rain est un acteur canadien né en 1928 à Winnipeg. Il est surtout connu pour avoir prêté sa voix à l'ordinateur HAL 9000 dans 2001, l'Odyssée de l'espace. Il a été marié à l'actrice Martha Henry.

- 5 octobre : Placide Gaboury est un essayiste, professeur, peintre[1] et pianiste professionnel[2] canadien, né à Bruxelles (Manitoba) et décédé à Sainte-Ursule, dans la région de la Mauricie, province de Québec, le 27 mai 2012. Il fut jésuite de 1949 à 1983.